# Gonzalo Suárez
 (novembre 2017).
Si vous disposez d'ouvrages ou d'articles de référence ou si vous connaissez des sites web de qualité traitant du thème abordé ici, merci de compléter l'article en donnant les références utiles à sa vérifiabilité et en les liant à la section « Notes et références ».
Gonzalo Suárez Morilla est un réalisateur et écrivain espagnol né à Oviedo le 30 juillet 1934.
Il est notamment connu pour son film Rowing with the Wind en 1987 (qui lui a valu la Coquille d'argent et le Goya du meilleur réalisateur), et son roman historique Ciudadano Sade en 1999.
Il est décoré en 2016 de l'Ordre d'Alphonse X le Sage, et distingué en 2017 de la Médaille d'Or du Círculo de Bellas Artes.

## Filmographie
- 1966 : El horrible ser nunca visto
- 1967 : Ditirambo vela por nosotros
- 1969 : Ditirambo
- 1969 : El extraño caso del doctor Fausto
- 1970 : Aoom
- 1972 : Morbo
- 1973 : Al diablo, con amor
- 1974 : La Loba y la Paloma
- 1975 : La Regenta
- 1976 : Beatriz
- 1977 : Parranda
- 1977 : Reina Zanahoria
- 1980 : Una leyenda asturiana
- 1981 : Cuentos para una escapada
- 1984 : Epílogo
- 1988 : Remando al viento
- 1991 : Don Juan en los infiernos
- 1991 : El lado oscuro
- 1992 : La Reina anónima
- 1994 : El detective y la muerte
- 1996 : Mi nombre es sombra
- 2000 : El portero
- 2002 : El candidato
- 2006 : El genio tranquilo
- 2007 : Oviedo Express
- 2019 : El sueño de Malinche